# Nitroplus
Nitroplus Co., Ltd., também conhecida como nitro+, é uma empresa japonesa de gráfica e programas para computador, desenvolvendo várias visual novels (incluindo eroge), além de colaborar com TYPE-MOON (outra desenvolvedora) para criar a light novel Fate/zero. Seus projetos têm normalmente temas obscuros como zumbis e assassinatos. Também tem uma filial, Nitro+Chiral, focada em Boys' Love (amor entre homens).
Super Sonico é a mascote do evento Nitroplus 'festival anual de música ", Nitro Super Sonico", desde 2006. Nitroplus realiza seu festival de música todos os anos desde 2000.

## Lista de Obras
- Phantom of Inferno (25 de fevereiro de 2000)
- Kyuuketsu Senki Vjedogonia (26 de janeiro de 2001)
- Kikokugai: The Cyber Slayer (29 de março de 2002)
- "Hello, world." (27 de setembro de 2002)
- Zanma Taisei Demonbane (25 de abril de 2003)
- Saya no Uta (26 de dezembro de 2003)
- Phantom INTEGRATION (17 de setembro de 2004)
- Angelos Armas -Tenshi no Nichou Kenju- (28 de janeiro de 2005)
- Jingai Makyō (24 de junho de 2005)
- Hanachirasu (30 de setembro de 2005)
- Sabbat Nabe (dezembro de 2005)
- Kishin Hishou Demonbane (26 de maio de 2006)
- Gekkō no Carnevale (26 de janeiro de 2007)
- Zoku Satsuriku no Django -Jigoku no Shoukinkubi- (27 de julho de 2007)
- Sumaga (26 de setembro de 2008)
- Sumaga Special (26 de junho de 2009)
- Full Metal Daemon: Muramasa (30 de outubro de 2009)
- Axanael (17 de dezembro de 2010)
- SoniComi (25 de novembro de 2011)
- Phenomeno (16 de junho de 2012)
- Guilty Crown: Lost Christmas (27 de julho de 2012)
- Kimi to Kanojo to Kanojo no Koi (28 de junho de 2013)
- Expelled From Paradise (2014)
- Nitroplus Blasterz: Heroines Infinite Duel (30 de abril de 2015, desenvolvido pela Examu)
- Tokyo Necro (29 de janeiro de 2016)
- Minikui Mojika no Ko (27 de julho de 2018)

Também lançaram o game de luta "Nitro+ Royale -Heroines Duel- (ニトロ+ロワイヤル -ヒロインズデュエル-)" na Comiket 2007.

### 5pb. + Nitro+
- Chaos;Head (25 de abril de 2008)
- Chaos;Head Noah (26 de fevereiro de 2009)
- Steins;Gate (15 de outubro de 2009)
- Chaos;Head Love Chu Chu! (25 de março de 2010)
- Robotics;Notes (28 de junho de 2012)
- Occultic;Nine (TBA)
- Chaos;Child (2014)[2]
- Steins;Gate 0 (10 de dezembro de 2015)
- Anonymous;Code (TBA)

### Nitro+Chiral branch works
- Togainu no Chi (25 de fevereiro de 2005/29 de maio de 2008)
- Lamento -Beyond the Void- (10 de novembro de 2006)
- sweet pool (19 de dezembro de 2008)
- DRAMAtical Murder (23 de março de 2012)
- DRAMAtical Murder re:connect (26 de abril de 2013)

A 25 de janeiro de 2008, lançaram o minigame "CHiRALmori" em qual usam versões chibi das personagens de "Togainu no Chi" e "Lamento".